# لقنورة عسلية
لقنورة عسلية (الاسم العلمي:Lecanora mellea) هي نوع من الفطريات تتبع جنس اللقنورة من الفصيلة اللقنورية.